# Ivan I. od Briennea, grof Eua
Ivan I. od Briennea (francuski Jean) bio je grof Eua od 1270. do svoje smrti 12. lipnja 1294., sin i nasljednik gospe Marije i grofa Alfonsa.
Oženio je Beatricu, kćer Guya III., grofa Saint-Pola. Imali su djecu:
- Ivan II. od Briennea, grof Eua
- Ivana, žena Rajmonda VI. de Turennea
- Matilda (možda nije bila Ivanova kći)

O Ivanu se ništa više ne zna.